# Vincent Gigante
Vincent Louis Gigante (Manhattan, 29 de março de 1928 – Springfield, 19 de dezembro de 2005), também conhecido como "Chin", foi, além de um pugilista profissional, o líder de uma família de criminosos conhecida como Família Genovese e uma das figuras mais influentes da máfia americana de seu tempo.

## Carreira no Boxe
Gigante foi um boxeador profissional que lutou 25 lutas entre 1944 e 1947. Lutando na categoria dos pesos leve, ele era conhecido como "The Chin" Gigante. Das 25 lutas que fez, ele perdeu quatro, fazendo 117 rounds de boxe.
Em 19 de fevereiro de 1945, ele lutou contra Pete Petrello no Madison Square Garden e venceu por nocaute no segundo round.
Sua primeira luta de boxe profissional foi contra Vic Chambers em 18 de julho de 1944 em Union City, New Jersey, que ele perdeu;
Em 19 de fevereiro de 1945, ele lutou contra Pete Petrello no Madison Square Garden e venceu por nocaute no segundo round.
Ele então lutou com Chambers uma segunda vez na Arena St. Nicholas em 29 de junho de 1945 e o derrotou. Ele o derrotou novamente em 29 de junho de 1945 no Madison Square Garden. Ele também lutou no The Garden contra Luther McMillen (vitória) em 8 de março de 1946, e contra Buster Peppe (derrota) em 19 de julho de 1946.
Sua última luta foi contra Jimmy Slade em 17 de maio de 1947, que ele perdeu no Ridgewood Grove, Brooklyn, Nova York.

## Carreira no Crime
Em 1992, Gigante foi oficialmente reconhecido como o mais poderoso chefe do crime nos Estados Unidos. Durante mais de 3 décadas, ele fingiu ter insanidade mental para evitar a prisão. Apelidado de "The Oddfather" ou ainda "The Enigma in the Bathrobe" pela imprensa, Gigante frequentemente vagava pelas ruas do bairro de Greenwich Village em seu roupão e chinelos, resmungando incoerentemente para si mesmo. Por vezes ele perguntava aos parquímetros se eles se juntariam a ele em uma caminhada.

## Condenação e Morte
Em 1990, ele foi indiciado por acusações federais de extorsão, mas estava determinado a fingir ser mentalmente incapaz de ser julgado. Assim, durante anos ele enganou uma série de médicos, sendo internado 28 vezes em hospitais psiquiátricos, com diagnósticos de esquizofrenia e até mesmo "demência derivada de danos cerebrais".
Em 1997, ele foi julgado e condenado por extorsão e recebeu uma sentença de 12 anos.
Em 2003, finalmente ele admitiu que estava fingindo psicose quando informantes de várias organizações mafiosas lançaram dúvidas sobre sua condição e promotores apresentaram evidências de que ele falava lucidamente com seus visitantes na prisão e administrava dali os negócios da máfia "de forma coerente, cuidadosa e inteligente". Por conta disso, ele se declarou culpado e admitiu que sua suposta insanidade era um esforço elaborado para evitar a acusação. Ele morreu enquanto estava encarcerado em 2005 no Centro Médico dos Estados Unidos para Presos Federais.

## Na Cultura Popular

### Filmes e Televisão
- Vicent Gigante é interpretado por Nicholas Kepros no filme de 1998 "Witness to the Mob".
- No filme "Gotti", de 2018, Gigante é interpretado por Sal Rendino.
- O episódio "Faccia e Faccia", de Law & Order, exibido pela primeira vez em 28 de fevereiro de 1998, contou com a participação de uma máfia idosa que alegava deficiência mental, inspirada em Gigante.
- Na série de TV "The Sopranos" da HBO, o personagem "Corrado Junior Soprano" usa a mesma técnica de defesa que Vincent Gigante usou para não ser preso.

### Documentários
- A história da investigação que o FBI fez sobre a vida do Gigante foi retratada na primeira temporada do episódio 6 do documentário The FBI Files, intitulado "The Crazy Don" (que foi originalmente ao ar em 8 de dezembro de 1998).
- A National Geographic exibiu uma série de documentários em 6 partes, Inside the American Mob, onde Gigante aparece proeminentemente no episódio 5, The Rise e Fall of Gotti, enquanto as ações atribuídas a ele são discutidas no episódio 3, New York-Philly War.